# Nadia Ejjafini
Nadia Ejjafini (sinh ngày 8 tháng 11 năm 1977 tại Rabat) là một vận động viên chạy đường dài sinh ra ở Maroc. Cô chuyển quốc tịch từ nước sinh sang Bahrain năm 2003, và sau đó trở thành công dân Ý bằng cách kết hôn năm 2009.

## Tiểu sử
Cô đã hoàn thành thứ tư trong 5000 mét tại Giải vô địch thế giới năm 1998. Cô đã giành chiến thắng trong cuộc đua bán marathon vòng tại Thế vận hội Pan Arab 1999, tại thời điểm đại diện cho Morocco. Cô đã chiến thắng cuộc đua Giro di Castelbuono năm 2002.
Ejjafini thi đấu tại Giải vô địch quốc gia xuyên quốc gia năm 2003 và 2004 và trong cuộc đua marathon tại Giải vô địch thế giới năm 2003 và 2005. Cô cũng đã tham gia cuộc thi marathon tại Thế vận hội Mùa hè 2004 và 2008, nhưng không hoàn thành bất kỳ nỗ lực nào. Cô đứng thứ tư trên 5000   m tại Đại hội thể thao châu Á 2006.
Cô đã gặt hái được nhiều thành công trên đường đua vào năm 2006: cô đã giành được Tilburg Ten Miles, Diecimiglia del Garda, Parelloop, Circuito Podistico và Rome-Ostia Half Marathon năm đó. Cô cũng đã giành chiến thắng liên tiếp tại cả hai cuộc đua Corrida de Langueux và Corrida de Houilles 10K trong năm 2006 và 2007.
Đại diện cho Bahrain, cô đã lấy 5000 m huy chương bạc và 10.000 m huy chương đồng tại Đại hội Thể thao quân sự năm 2007 và giành HCĐ tại Giải vô địch quốc gia châu Á 2007. Tại Điền kinh tại Đại hội Thể thao Pan Arab 2007, cô giành được huy chương vàng 10.000 m.
Cô đã có được quốc tịch Ý vào tháng 9 năm 2009 bằng cách kết hôn. Năm đó cô là người chiến thắng tại Singelloop Utrecht. Cô đã giành được danh hiệu quốc gia đầu tiên của mình tại Giải vô địch điền kinh Ý năm 2011 với hơn 10.000 m. Cô đứng thứ hai tại Cross della Vallagarina vào tháng 1 năm 2011, đứng sau Á hậu người Fente Alemu Birtukan. Cô đại diện cho Ý quốc tế lần đầu tiên tại Giải vô địch quốc gia xuyên quốc gia IAAF 2011, đứng thứ 34 chung cuộc. Tháng tiếp theo cô tham gia Cuộc chạy đua Great Ireland và lọt vào top ba.
Cô đã giành chiến thắng Cremona Half Marathon vào tháng 10 với thành tích tốt nhất trong sự nghiệp là 1:08:27 giờ và thành tích tốt nhất là 2:26:15 trong cuộc đua marathon sau đó, khi cô đứng thứ sáu tại Frankfurt Marathon. Tại Cross Internacional Valle de Llodio vào tháng 11, cô đã giành được 7.64   km đua với nửa phút rảnh rỗi. Cô đã tranh giành huy chương cho phần lớn cuộc đua tại Giải vô địch xuyên quốc gia châu Âu 2011, nhưng đã bị Gemma Steel vượt lên thứ tư vào cuối năm. Tại Cross de Venta de Baños vào cuối tháng đó, cô là người về nhì sau Priscah Jepleting. Trong cuộc đua cuối cùng của năm, cô đã đứng thứ tư tại Cuộc đua đường trường Saint Silvester. Cô đã cải thiện 10 nghìn phút tốt nhất của mình lên 31:52 phút tại Great Manchester Run vào tháng 5 năm 2012, chiếm vị trí thứ hai sau Linet Masai.

## Thành tích cá nhân tốt nhất
- 5000 mét - 15: 16,54 phút (2012)
- 10.000 mét - 31:45:14 phút (2012)
- Bán marathon - 1:08:27 giờ (2011)
- Marathon - 2:26:15 giờ (2011)

## Thành tích
| Năm                  | Giải đấu                          | Địa điểm               | Thứ hạng           | Nội dung           | Chú thích          |
| Representing Maroc   | Representing Maroc                | Representing Maroc     | Representing Maroc | Representing Maroc | Representing Maroc |
| -------------------- | --------------------------------- | ---------------------- | ------------------ | ------------------ | ------------------ |
| 1998                 | World Junior Championships        | Annecy, Pháp           | —                  | 5000m              | DQ (IAAF rule 141) |
| Representing Bahrain |                                   |                        |                    |                    |                    |
| 2003                 | World Championships               | Paris, France          | 44th               | Marathon           | 2:38:39            |
| 2004                 | Olympic Games                     | Athens, Greece         | —                  | Marathon           | DNF                |
| 2005                 | World Championships               | Helsinki, Finland      | 41st               | Marathon           | 2:41:51            |
| 2006                 | Asian Games                       | Doha, Qatar            | 4th                | 5000 m             | 15:45.43           |
| 2007                 | Pan Arab Games                    | Cairo, Egypt           | 1st                | 10,000 m           | 32:29.53           |
| 2008                 | Olympic Games                     | Bắc Kinh, PR China     | —                  | Marathon           | DNF                |
| Representing Ý       |                                   |                        |                    |                    |                    |
| 2011                 | World Cross Country Championships | Punta Umbría, Spain    | 34th               | Senior race (8 km) | 27:03              |
| 2012                 | European Championships            | Helsinki, Phần Lan     | 6th                | 5000 m             | 15:16.54 (PB)      |
| 2012                 | European Championships            | Helsinki, Phần Lan     | —                  | 10.000 m           | DNF                |
| 2012                 | Olympic Games                     | London. United Kingdom | Heat               | 5000 metres        | 15:24.70           |
| 2012                 | Olympic Games                     | London. United Kingdom | 18th               | 10,000 metres      | 31:57.03           |